# Llucmajor
Llucmajor (em catalão e oficialmente; em castelhano: Lluchmayor) é um município da Espanha na ilha de Maiorca, província e comunidade autónoma das Ilhas Baleares. Tem 327,3 km² de área e em 2021 tinha 38 224 habitantes (densidade: 116,8 hab./km²).

## Demografia
| Variação demográfica do município entre 1991 e 2004 [carece de fontes?] | Variação demográfica do município entre 1991 e 2004 [carece de fontes?] | Variação demográfica do município entre 1991 e 2004 [carece de fontes?] | Variação demográfica do município entre 1991 e 2004 [carece de fontes?] |
| ----------------------------------------------------------------------- | ----------------------------------------------------------------------- | ----------------------------------------------------------------------- | ----------------------------------------------------------------------- |
| 1991                                                                    | 1996                                                                    | 2001                                                                    | 2004                                                                    |
| 17357                                                                   | 20474                                                                   | 24277                                                                   | 28591                                                                   |